# 南方猫蛛
南方猫蛛（学名：Oxyopes daksina）为猫蛛科猫蛛属的动物。分布于斯里兰卡以及中国大陆的香港、江西、浙江、四川、安徽等地，主要生活于草丛以及稻田。该物种的模式产地在香港。